# Bad Channels
Bad Channels (titlu original: Bad Channels) este un film american SF satiric din 1992 regizat de Ted Nicolaou. Rolurile principale au fost interpretate de actorii Paul Hipp, Martha Quinn și Aaron Lustig.
O semi-continuare a fost lansată în 1993 ca Dollman vs. Demonic Toys, un film crossover cu personaje din Dollman, Demonic Toys  și Bad Channels.

## Distribuție
- Paul Hipp - Dan O'Dare
- Martha Quinn - Lisa Cummings
- Aaron Lustig - Vernon Locknut
- Ian Patrick Williams - Dr. Payne
- Charlie Spradling - Cookie
- Robert Factor - Willis
- Roumel Reaux - Flip Humble
- Rodney Ueno - Moon
- Daryl Strauss - Bunny